# クリス・ベイ
クリス・ベイ（Chris Bey, 1996年2月13日 - ）は、アメリカ合衆国バージニア州アレクサンドリア出身のプロレスラー。TNA所属。

## 経歴

### キャリア初期
2016年にPCWウルトラでデビュー。

### インパクト・レスリング / TNA
2018年11月29日にインパクト・レスリングに初登場。2020年2月19日に正式契約するまで、定期的に参戦した。
2020年7月18日、ウィリー・マックに勝利してインパクトXディヴィジョン王座を初戴冠。8月14日、ロヒット・ラジュに敗れて王座陥落した。12月12日にはリッチ・スワンの持つインパクト世界王座に挑戦したが、敗れた。
2021年7月17日、シングルマッチでジョシュ・アレクサンダーに敗れた。この試合後、ロッカールームの自分の椅子にBULLET CLUBのTシャツが置いてあり、29日の放送でジェイ・ホワイトからの加入オファーであったことが明らかになった。一度は断ったものの、翌週にシングルマッチでジュース・ロビンソンに勝利し、試合後にBULLET CLUBへ加入した。
2023年3月2日にエース・オースティンと組んでアレックス・シェリー、クリス・セイビンに勝利し、インパクト世界タッグチーム王座を初戴冠した。

### WWE
2019年10月11日、WWEの205 Liveに初登場。シングルマッチでアリーヤ・デバリに敗れた。

### ROH
2019年3月16日にROHでダークマッチを行った。

### 新日本プロレス
2020年11月2日に、新日本プロレスのスーパーJカップに出場することが発表された。同大会では1回戦でクラーク・コナーズに勝利したが、続く準決勝でACHに敗れた。

## 人物
2021年より音楽活動も行っており、YouTubeやiTunesで楽曲を配信している。

## 獲得タイトル

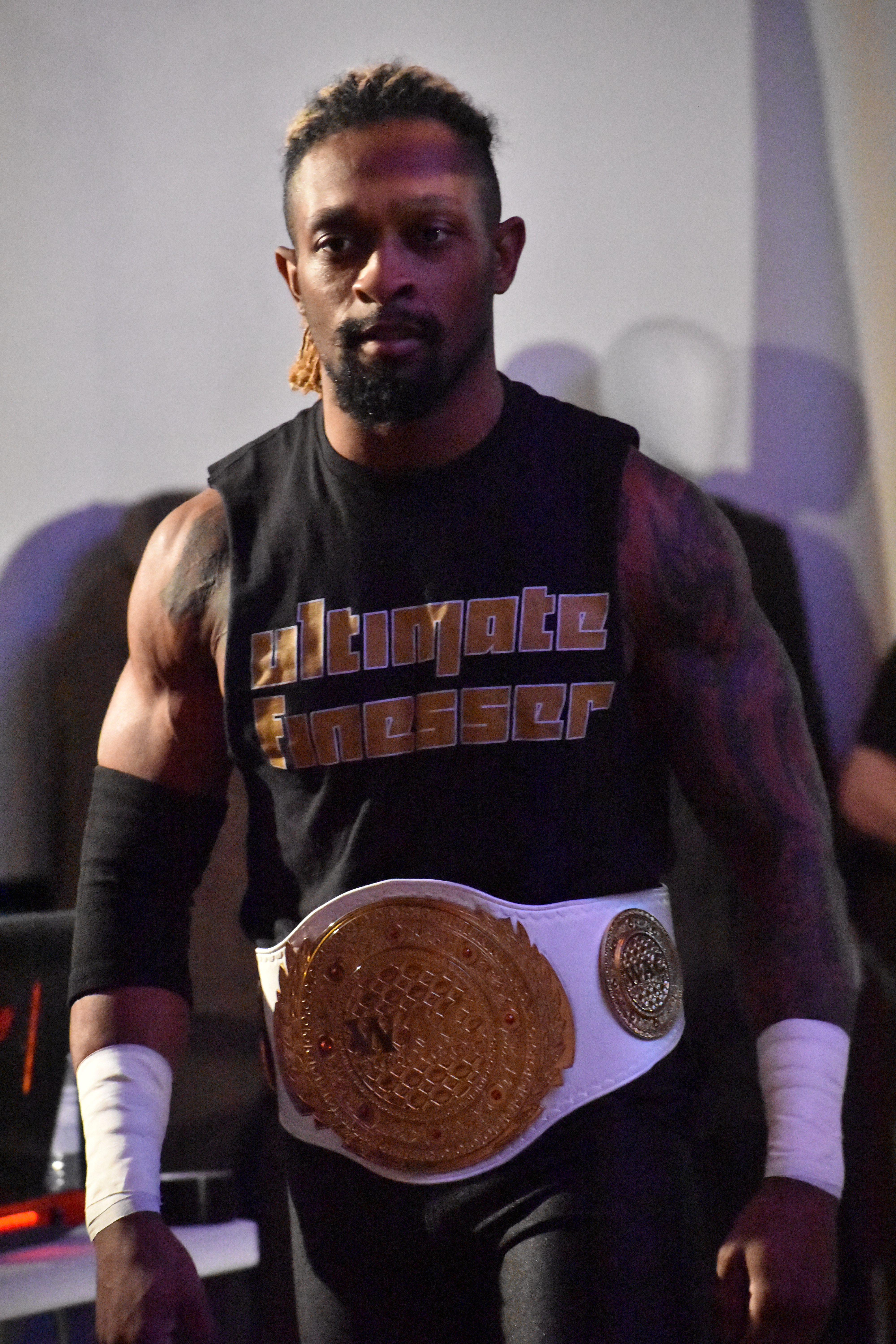
WAC王座

オール・プロレスリング / ゴールドラッシュ・プロレスリング
- APWジュニアヘビー級王座：1回
- ヤングライオンズカップ優勝：1回（2017年）

チャンピオンシップ・レスリング・フロム・ハリウッド
- UWNタッグチーム王座：1回

w / スエド・トンプソン
フューチャースターズ・オブ・レスリング
- FSWヘビー級王座：1回
- FSWメッカ・グランド王座：1回
- FSWノーリミッツ王座：2回
- FSWタッグチーム王座：3回

w / ニーノ・ブラック、スエド・トンプソン、エース・オースティン
インパクト・レスリング / TNA
- インパクト / TNA世界タッグチーム王座：3回

w / エース・オースティン
- インパクトXディヴィジョン王座：1回

マーベリック・レスリング
- マーベリック・プロ・ヘビー級王座：1回
- マーベリック・レボリューション王座：1回

ザ・レスリング・リボルバー
- リボルバー王座：1回
- PWRタッグチーム王座：1回

w / エース・オースティン
ウィズアウト・ア・コーズ
- WAC王座：1回

レスリングス・ベスト・オブ・ザ・ウェスト
- BOTW王座：1回

プロレスリング・イラストレーテッド
- 現役プロレスラーTop500：94位（2021年）、125位（2023年）、133位（2022年）、148位（2024年）、202位（2020年）、425位（2019年）